# Димитриос Аргиру
Димитриос Аргиру (на гръцки: Δημήτριος Αργυρίου) е гръцки революционер, участник в Гръцката война за независимост.

## Биография
Аргиру е роден в халкидическото македонско село Вавдос. При избухването на Гръцкото въстание взима участие в сраженията на Халкидическия полуостров, в отбраната на Касандрия и след падането на града се оттегля с другите македонци на Скиатос. Сражава се при Скиатос, при Врисакия, при Трикери, при обсадата на Наварин. След края на въстанието влиза в новосъздадената гръцка армия като офицер. След уволнението си се установява на Скиатос.